# Michael E. Uslan

Michael E. Uslan (nacido el 2 de junio de 1952) es un productor de películas de Batman y fue el primero en enseñar un curso acreditado en el folklore de cómics en cualquier universidad.
Uslan ha sido residente de Cedar Grove, Nueva Jersey. [1] [2]

## Primeros años
Uslan nació en Bayonne, Nueva Jersey, y era un ávido coleccionista de cómics desde una edad muy joven, ser dueño de una colección que incluye la segunda edición de Batman y el primer cómic de Superman, entre otros. Creció en Ocean Township, Condado de Monmouth, Nueva Jersey y se graduó de la Escuela Secundaria Ocean Township en 1969, momento en que su colección llena el garaje de su casa con 30.000 libros de historietas. [3] Siendo aún estudiante y graduado al mismo tiempo en la Escuela de Derecho de la Universidad de Indiana - Bloomington, intentaba entrar en la industria del cine enviando 130 hojas de vida (escritas en máquina de escribir), Uslan "desarrolló una idea para el curso experimental
el programa Plan de estudios experimentales en U.I. "[4]

## Carrera
Enseñanza
Uslan recuerda que Roger Stern "ha sido la enseñanza de un curso experimental de crédito de una hora sobre la historia del cómic y el arte", mientras que él (Uslan) se "divierte con un curso de la Universidad Libre de IU en" el héroe de cómic '". [5 ] Stern y Uslan descubrieron que compartían intereses, y cuando Stern "no podía soportar la enseñanza del curso por más tiempo"
Un enfoque académico de los cómics, dividido en su historia, el folclore, el arte, la sociología, la psicología y valor literario / educativo. [Buscando] en sus etapas de relevancia y la fantasía, los muchos aspectos de la censura, sus efectos sobre otros medios , dibujante y entintador estilos, sus implicaciones psicológicas, las tendencias actuales y futuras, y el papel de los cómics en los sistemas escolares ". [5]"
Uslan la intención de que su curso de cómic ofrece a los estudiantes de las tres horas completas de crédito universitario, a la par con "la historia, la física o la química". [5] que requieren (como estudiante), uno de los patrocinadores con el fin de ser elegible para enseñar, Uslan encontrado uno "progresista y entusiasta" en la forma de Henry Glassie, profesor en el Departamento de Folklore, que, como un "experto en el campo del folklore" fue capaz de ver superhéroes como el descendiente algo lógico nórdica, egipcia y de la mitología griega. [4] [5]
El Decano de la Facultad de Artes y Ciencias desafió la naturaleza del curso de Uslan, [5], pero dio su aprobación. [6] Curso de Uslan, por el entonces titulado "El cómic en la sociedad", se convirtió así en "el primer curso acreditado del estudio serio de los cómics ". [4]
Uslan ganó fama por su clase de cómic de forma anónima llamando a un reportero de un periódico local, y se quejan de la asignatura. Cámaras de televisión filmaron los primeros cinco encuentros del curso, por entonces llamada "El cómic en Estados Unidos", incluyendo NBC News de John Chancellor. [5] Con la intención de invitar a diferentes altavoces cada semestre, Uslan encontraron que Denny O'Neil fue votado por la clase con tanta frecuencia que se convirtió en el invitado regular (Uslan señala que Bob Rozakis estaba entre los aprobados-por alto en favor de O'Neil). [5]
La cobertura de prensa llevó a Uslan ser invitado a dar conferencias en varias universidades y escuelas secundarias, así como participar en programas de entrevistas en radio y televisión (su primera aparición en televisión fue junto a escritores Steve Englehart y Gerry Conway). [5] También se llevó de llamadas telefónicas de Stan Lee, y finalmente a una oferta de trabajo de DC Comics. [7] Uslan también escribió un libro de texto se trata de su carrera, el cómic en Estados Unidos (Universidad de Indiana, 1971). [5]

## Productor
Películas de Batman 
Ver también: Batman en el cine
Uslan es mejor conocido como un productor (otro ser Benjamin Melniker) de todas las películas de Batman modernos hasta la fecha, a partir de la película de Tim Burton de 1989 y continuando hasta de 2012 The Dark Knight Rises y que también incluye varios largometrajes basados en el Batman : La Serie Animada y The Batman.
Otros trabajos
Uslan trabaja con Benjamin Melniker en la mayoría de sus proyectos.
Como productor de cine y TV, además de sus muchos Comics créditos cinematográficos DC (además de todas las películas de Batman y las dos películas de la cosa del pantano, Uslan productor ejecutivo de la serie de La Cosa del Pantano TV, Catwoman de 2004 y 2008 es la película Spirit, entre otros ), Uslan ha "producido una lista sorprendentemente diversa de cine y televisión." Estos incluyen tres Soberanos de Sarah (1985), protagonizada por Vanessa Redgrave, que forma parte de la serie American Playhouse de PBS frente a los juicios de brujas de Salem y programa de televisión geografía de enseñanza de los niños ¿Dónde en el mundo está Carmen Sandiego?. [4]
Uslan es también un productor de la producción en el Capitán Marvel función Billy Batson y la Leyenda de Shazam. [8]
Uslan también fue productor asociado en las películas del Tesoro Nacional de Disney.
Él creó y fue productor ejecutivo (con Ben Melniker) 1980 Dinosaucers dibujos animados. Él escribió algunos episodios de la serie.

## Escritor
Uslan intentó su primer comic escrito en 1975 por DC Comics 'versión de The Shadow (en la que tiene previsto [9] una película [10] con Sam Raimi) y la publicación competidora Charlton Comics' Charlton Bullseye. Escribió algunos comics Batman antes de pasar al cine.
Inició [11] Stan Lee Imagínense ... y contribuyó cuentos con artistas de renombre como John Severin, Gene Colan y Richard Corben a la misma.
Escribió algunos el Espíritu comics, incluso antes de producir la película.
Con sólo algunos breves (prefacio) redacción y edición períodos entre Uslan guion la historia de 6 partes 2009, Archie se casa con Verónica.
2011 vio la publicación de su autobiografía, The Boy Who Loved Batman [2] Uslan luego escribió el prólogo del 2012 Wiley & Sons libro de Batman y Psicología:.. Un Caballero Oscuro y tormentoso, por el Dr. Travis Langley [3]

## Caridad y otros trabajos
En 2005, Uslan donó su colección de 30.000 cómics de Lilly Library de la Universidad de Indiana (libros raros y manuscritos de la biblioteca), una colección que (de acuerdo con su esposa Nancy) "llenó tres cuartos de su casa". [12]
Uslan fue el orador de honor en las ceremonias de la Universidad de Indiana de graduación 2006, que tuvo lugar el 6 de mayo de 2006.
Uslan fue el orador de honor en las ceremonias de graduación de Westfield State University 2012, celebrada el 19 de mayo de 2012.

## Premios
Con sus co-productores ejecutivos, Uslan ganó un Daytime Emmy 1995 ¿Dónde en el mundo está Carmen Sandiego?, Y también fue galardonado con un Premio Independent Spirit en el Garden Festival de Cine de Estado de 2005. [13]
En 2009 fue galardonado con el West Point Cadet Choice Award [14] para el personaje de Bruce Wayne en The Dark Knight.
En 2011, fue galardonado con el Premio a la Trayectoria en el Festival de Cine de Río de la Paz. El 10 de octubre de 2012, recibió un Doctorado Honoris Causa en Bellas Artes por la Universidad de Monmouth en West Long Branch, Nueva Jersey.